# Museo di storia naturale della Slovenia
Il Museo di storia naturale della Slovenia (in sloveno Prirodoslovni muzej Slovenije, in latino Museum historiae naturalis Sloveniae) è un museo nazionale della Slovenia di storia naturale che raccoglie al suo interno sia contenuti scientifici che didattici. Attualmente è la più antica istituzione culturale e scientifica del paese. Il museo si trova a Lubiana, nel distretto Centro, vicino al parco Tivoli, al Parlamento sloveno e al teatro dell'Opera. Il palazzo risale al 1885 ed è opera dell'architetto Wilhelm Rezori. Il simbolo del museo è un mammut lanoso, rinvenuto a Kamnik nel 1938.

## Storia
Il museo fu fondato nel 1821 con il nome Museo delle proprietà carsiche (in tedesco: Krainisch Ständisches Museum). Cinque anni dopo, l'imperatore austriaco Francesco II decise di sponsorizzare personalmente il museo e fece cambiare il nome in Museo provinciale carniolano. Nel 1882 il museo fu ribattezzato Museo provinciale carniolano-Rodolfo in onore del principe ereditario, Rodolfo.

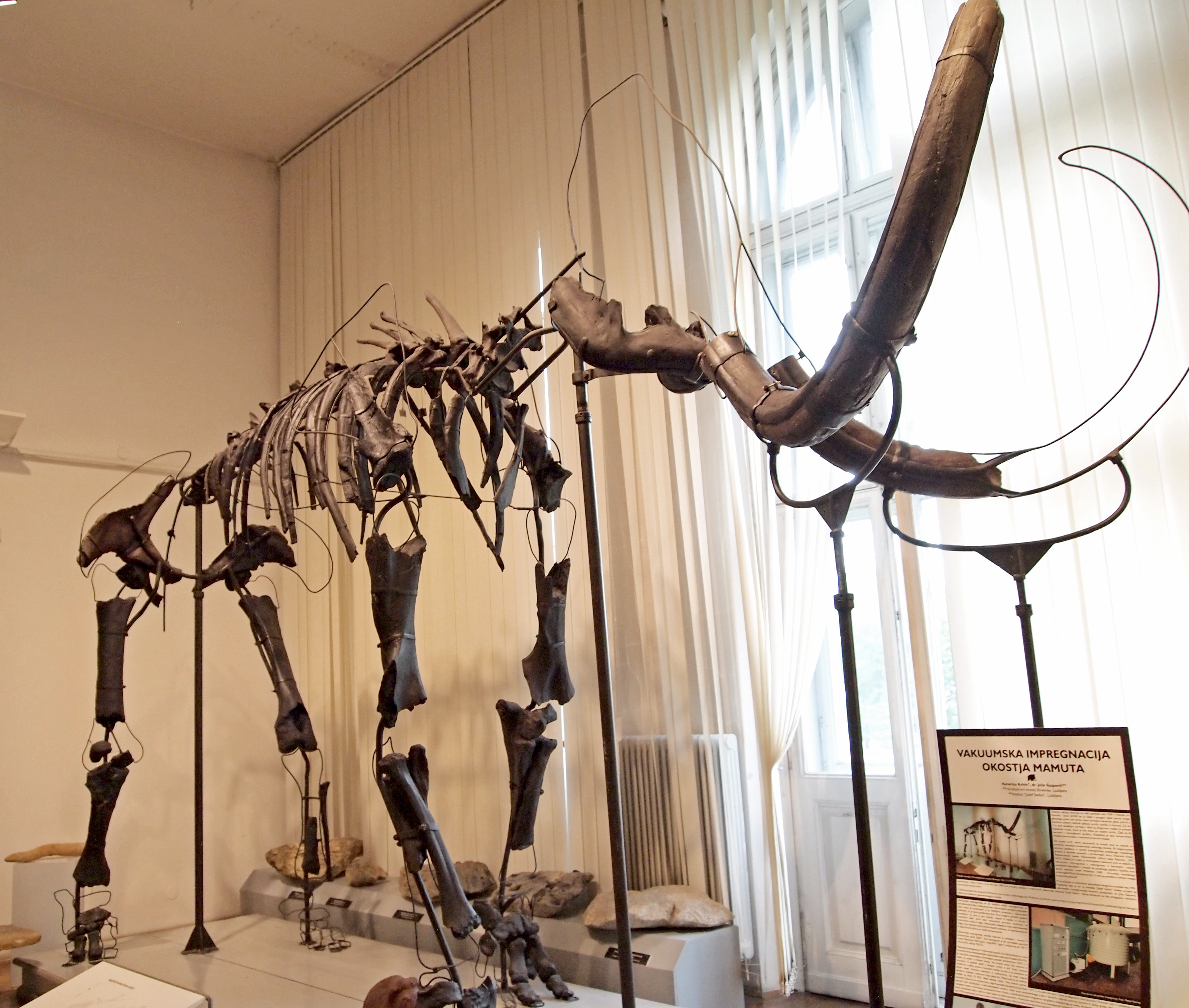
Lo scheletro di mammut lanoso, trovato nel 1938 a Nevlje, è uno dei meglio conservati in Europa ed è il simbolo del Museo di storia naturale della Slovenia.

Dopo la nascita del Regno di Jugoslavia il nome fu cambiato in Museo nazionale; successivamente, nel 1944, il museo fu diviso tra il Museo di storia naturale sloveno e il Museo delle scienze naturali. Nel 2005 il museo ottenne uno scheletro di una balena femmina, chiamata Leonora, trovata morta nella riviera slovena nel 2003: esso fu esposto all'interno della struttura nel 2011.

## Collezioni
Nel museo è possibile trovare collezioni geologiche-panteologiche (paleontologiche !) di fossili provenienti da vari siti da tutte le zone della Slovenia. Oltre al mammut di Nevlje, si trovano i resti di una scheletro di pesce di oltre 210 milioni di anni fa, ritrovato nelle montagne del monte Tricorno, e uno scheletro di un fanatico Miocene - aia ( fanatico Miocene -aia ???) trovato nelle colline slovene.